# Vöröstorkú mézevő
A vöröstorkú mézevő (Acanthagenys rufogularis) a madarak osztályának a verébalakúak (Passeriformes) rendjébe, ezen belül a mézevőfélék (Meliphagidae) családjába tartozó Acanthagenys nem egyetlen faja.

## Rendszerezése
A nemet és a fajt is John Gould angol ornitológus írta le 1838-ban.

## Előfordulása
Ausztrália területén honos. A természetes élőhelye szubtrópusi, trópusi és mérsékelt övi száraz és félszáraz cserjések, száraz szavannák, valamint emberi környezet.

## Megjelenése
Testhossza 22-27 centiméter, testtömege 34–77 gramm.

## Életmódja
Gyümölcsökkel, nektárral, ízeltlábúakkal és magokkal táplálkozik, néha kisebb gerinceseket is fogyaszt.

## Természetvédelmi helyzete
Az elterjedési területe rendkívül nagy, egyedszáma ugyan csökkenő, de még nem éri el a kritikus szintet. A Természetvédelmi Világszövetség Vörös listáján nem veszélyeztetett fajként szerepel.

## Külső hivatkozások
- Képek az interneten a fajról
- Internet Bird Collection - videók a fajról
- Xeno-canto.org - a faj hangja és elterjedési területe